# Félix Garrigou
Joseph Louis Félix Garrigou (Fèlix Garrigon en la versió occitana del seu nom), nascut el 16 de setembre de 1835 i mort el 18 de març de 1920, va ser un metge, prehistoriador, espeleòleg i hidròleg del País de Foix. El seu pare havia estat l'historiador Adolphe Garrigou (1802-1893). Se'l coneix per les seves investigacions sobre restes prehistòriques de les coves pirinenques, especialment les de l'Arieja. També va escriure alguns tractats sobre les aigües minerals des d'una perspectiva química i mèdica.

## Biografia
Nascut a Tarascon, Garrigou va estudiar medicina a Tolosa de Llenguadoc i va rebre el doctorat a París el 1860. Posteriorment, va treballar com a metge a la ciutat d'Acs i, partir de 1869, a Banhèras de Luishon. Ja el 1861 es va interessar pels orígens dels humans i va explorar nombroses coves, primer a l'Arieja i més endavant per tot el pirineu nord-occidental.
El 1869 va esdevenir químic del tribunal de Banheras de Luishon i director dels laboratoris de química agrícola de Tolosa. El 1891 va ser nomenat professor de medicina a la universitat de Tolosa.
Fou membre fundador de l'Assotiation pyrénéenne i membre del Comité des travaux historiques et scientifiques (1872-1912), la Société géologique de France i la Société d'Anthropologie de Paris.